# Астаховське сільське поселення
Астаховське сільське поселення — муніципальне утворення у складі Кам'янського району Ростовської області Росії.
Адміністративний центр — хутір Березовий.
Населення - 3671 осіб (2010 рік).

## Географія
Астаховське сільське поселення розташоване у долині лівої притоки Сіверського Дінця річки Глибока; на північ від міста Кам'янськ-Шахтинський.

## Адміністративний устрій
До складу Астаховського сільського поселення входять:
- хутір Березовий - 614 осіб (2010 рік);
- хутір Астахов - 884 особи (2010 рік);
- хутір Масаловка - 1788 осіб (2010 рік);
- селище Молодіжний - 294 особи (2010 рік);
- станція Погорілове - 91 особа (2010 рік).